# Secret Combination
Secret Combination är en låt framförd av den grekiska sångerskan Kalomira. Låten var Greklands bidrag i Eurovision Song Contest 2008 i Belgrad i Serbien. Låten är skriven av Konstantinos Pantzis och Poseidonas Giannopoulos.
Bidraget gick först vidare från den första semifinalen den 20 maj där det hamnade på första plats med 156 poäng, 17 poäng före Armeniens bidrag "Qélé, Qélé". I finalen den 24 maj slutade det på tredje plats med 218 poäng.